# Colaisde na Gàidhlig
El Colaisde na Gàidhlig o The Gaelic College és una institució educativa canadenca situada a la comuna de St. Ann, a l'Illa del Cap Bretó (Nova Escòcia) i fundada el 1938 pel pastor presbiterià A.W.R. MacKenzie. La missió d'aquesta institució consisteix a promoure, preservar i perpetuar a través de l'estudi i totes les àrees relacionades amb la cultura, la música, la llengua, les arts, els oficis, els vestits i les tradicions dels immigrants de les Terres Altes d'Escòcia.
Durant els primers anys, la institució es va dedicar a l'ensenyament del gaèlic escocès, que el 1930 ja es trobava sota amenaça de desaparèixer, tot i haver-se parlat per prop de 100.000 persones a Nova Escòcia, fins que l'adveniment dels mitjans de transport moderns i de les comunicacions al principi del segle xx van començar a obligar-ne l'assimilació anglesa de les economies bàsicament agràries del Cap Bretó i de Nova Escòcia.
Avui dia, el Colaisde na Gàidhlig té un abast més ampli per tal de preservar la cultura de les Terres Altes escoceses que s'hi va assentar durant els segles xviii i xix, gràcies als cursos que ofereix de gaèlic escocès i de temàtica especialitzada.